# Mladá Vožice
Mladá Vožice é uma cidade checa localizada na região da Boêmia do Sul, distrito de Tábor.

## Galeria

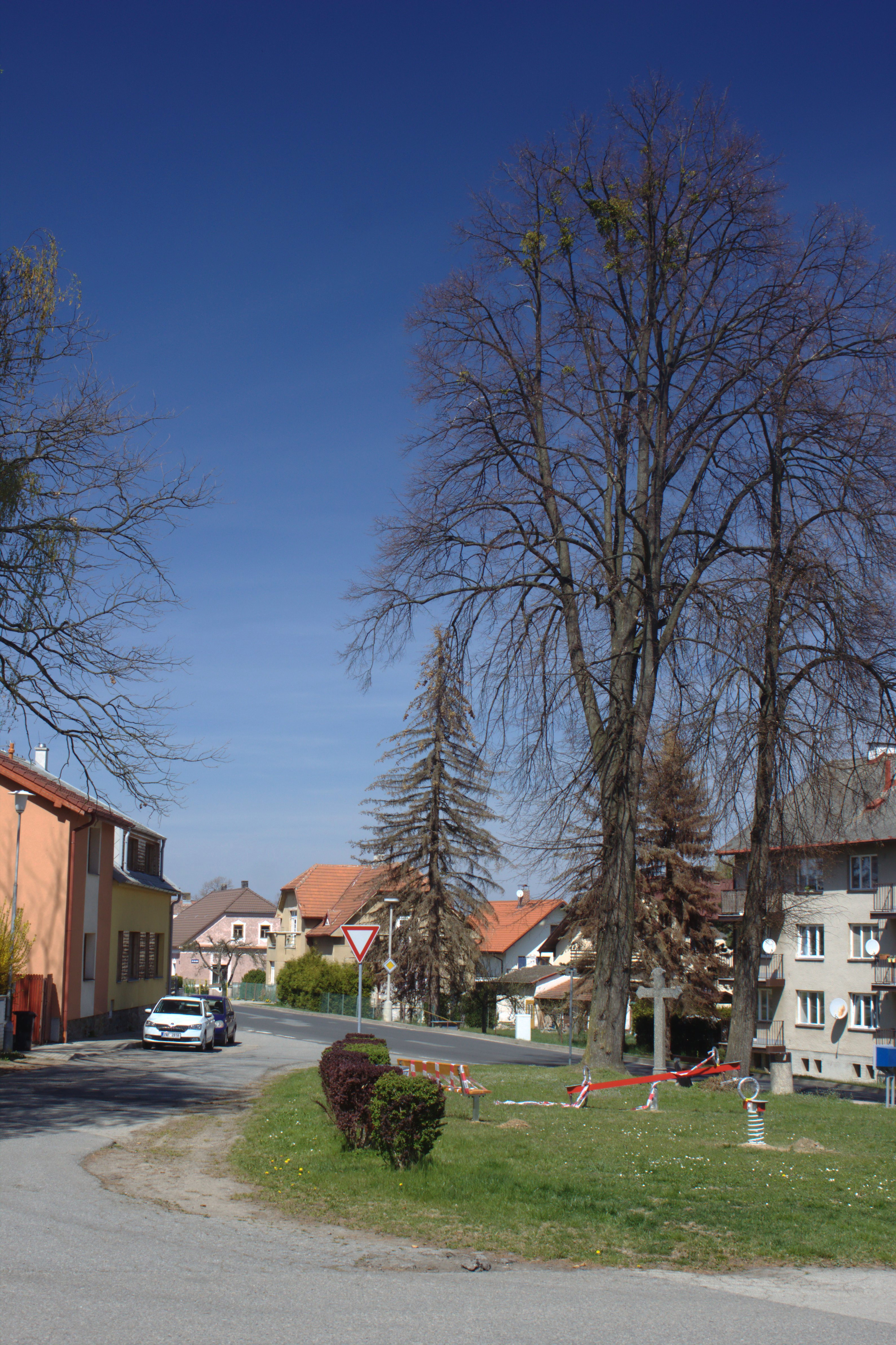
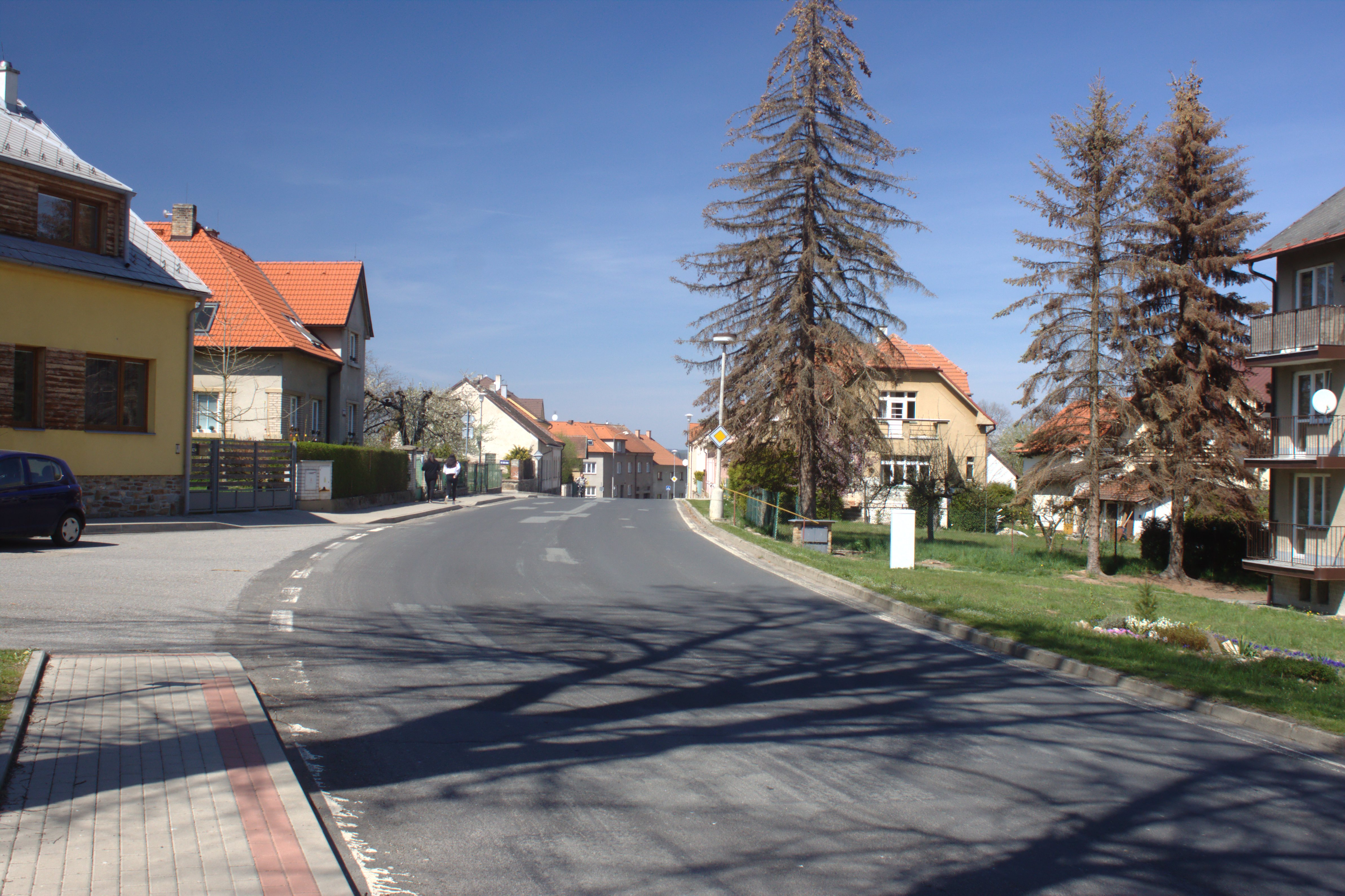
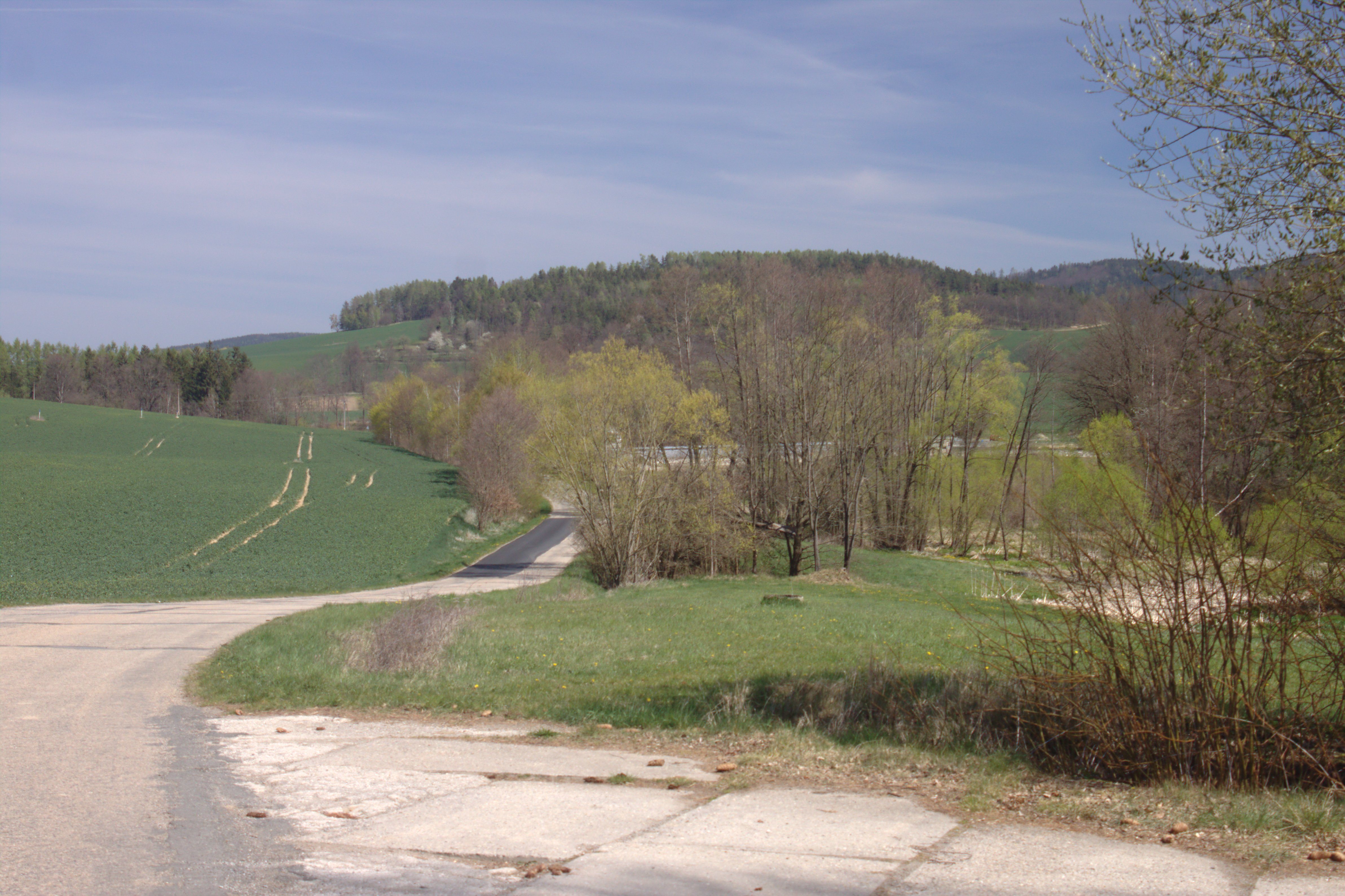